# Clyde Cowan
Clyde Lorrain Cowan Jr (Detroit, 6 de desembre de 1919 – Bethesda, 24 de maig de 1974) fou un físic estatunidenc, codescobridor del neutrí electrònic juntament amb Frederick Reines el 1956.
Frederick Reines va rebre el premi Nobel en Físiques el 1995 per aquest treball.
Cowan va fer el màster i doctorat en física a la Universitat de Washington a St. Louis, Missouri, el 1949. Va incorporar-se al laboratori científic de Los Alamos a Nou Mèxic, on va conèixer Frederick Reines. El 1951 Reines i Cowan va començar la recerca del neutrí, partícula elemental teoritzada per Wolfgang Pauli. La seva feina va ser completada a la central nuclear del riu Savannah a Aiken, Carolina del Sud, el 1956.
Cowan va començar la seva carrera d'ensenyament el 1957 com a professor de físiques a Universitat George Washington a Washington DC. L'any següent va traslladar-se a la facultat de la Universitat catòlica d'Amèrica a Washington DC, on va romandre fins al final de la seva vida. Va actuar com a assessor a la Comissió d'Energia Atòmica (AEC), Laboratori US Naval Ordnance, Acadèmia Naval, Exèrcit dels Estats Units, Sindicat de Miners d'Amèrica, Electric Boat Co., i la Smithsonian Institution.
Cowan va morir a Bethesda, Maryland el 24 de maig de 1974, i és enterrat al Cementiri Nacional Arlington.